# إيلين فاريل
إيلين فاريل (بالإنجليزية: Eileen Farrell)‏ هي كاتبة سير ذاتية ومغنية أوبرا ومغنية أمريكية، ولدت في 13 فبراير 1920 في ويليمانتيك في الولايات المتحدة، وتوفيت في 23 مارس 2002 في بارك ريدج في الولايات المتحدة.

## وصلات خارجية
- إيلين فاريل على موقع IMDb (الإنجليزية)
- إيلين فاريل على موقع الموسوعة البريطانية (الإنجليزية)
- إيلين فاريل على موقع ميوزك برينز (الإنجليزية)
- إيلين فاريل على موقع إن إن دي بي (الإنجليزية)
- إيلين فاريل على موقع أول ميوزيك (الإنجليزية)
- إيلين فاريل على موقع ديسكوغز (الإنجليزية)